# Eugenio Montessoro
Eugenio Montessoro (Buenos Aires, 1 de septiembre de 1962) es un actor argentino.

## BIografía
Nacido en Argentina, emigró a México para poder realizar diferentes papeles, el primero fue en la serie de televisión La telaraña (1990).
Años después participó en la telenovela Si Dios me quita la vida (1995) de Televisa, también participa en Al norte del corazón (1996) para TV Azteca.
En TV Azteca realizó diferentes telenovelas como Perla, Golpe bajo, Un nuevo amor, Soñarás y Amor sin condiciones. 
De esta televisora sale debido al hecho de no realizar producciones propias.
En los últimos años ha realizado diferentes telenovelas en Televisa, en 2024 participó en la serie de Netflix El niñero.

## Filmografía

### Cine
- Nicotina (2003)
- Ladies' Night (2003)
- El otro lado (2014)
- De vuelta a casa (2022) - Don Roberto
- Noche de bodas (2024) - Pedro

### Televisión
- El niñero (2024) - Ernesto[3]
- El precio de amarte (2024) - Raúl
- Y llegaron de noche (2024) - Cónsul General
- Merry Textmas (2022)
- Esta historia me suena (2020, 2022) Eps. «Aunque no sea conmigo»; Ernesto / «Si nos dejan»
- Vencer el pasado (2021) - Norberto
- La casa de las flores (2019-2020) - Sr. Olvera
- Médicos, línea de vida (2019-2020) - Santiago Montesinos
- Un poquito tuyo (2019) - Francisco Vargas
- Sin miedo a la verdad (2018) - Alfredo Alonso
- Como dice el dicho (2018)
- Papá a toda madre (2018) - Bosco López-Garza
- Hoy voy a cambiar (2017) - Ignacio D'Alessio[4]
- Un día cualquiera (2016) Eps. «Selfies»; Rubén / «Síndromes extraños»; Javier
- Las Bravo (2014) - José Bravo "El Toro"
- Destino (2013) - Víctor Urdaneta
- La serie gratis (2013) - Reynaldo de las disqueras
- La otra cara del alma (2012) - Mauricio Figueroa
- Huérfanas (2011) - Antonio de la Peña
- A cada quien su santo (2011)
- Quiéreme tonto (2010) - Gregorio Escalante
- Entre el amor y el deseo (2009) - Andrés Dumont
- Contrato de amor (2008) - Alfredo
- Cambio de vida (2008)
- La niñera (2007) - Jonás
- Se busca un hombre (2007) - Manuel
- Tengo todo, excepto a ti (2007) - Francisco Aranda
- Amor sin condiciones (2006) - Erasmo
- La vida es una canción (2004) Ep. «Puede ser»; Joaquín
- Soñarás (2004) - Juan Manuel
- Ladrón de corazones (2003) - Hernán Ferreira
- Un nuevo amor (2003) - Anselmo Iturralde
- Golpe bajo (2000)
- Perla (1998) - Julio Alcántara
- Conan (1998) Ep. «Red sonja»; Él mismo
- Al norte del corazón (1996) - Richard
- Si Dios me quita la vida (1995)
- La telaraña (1990)